# Gintaras Steponavičius

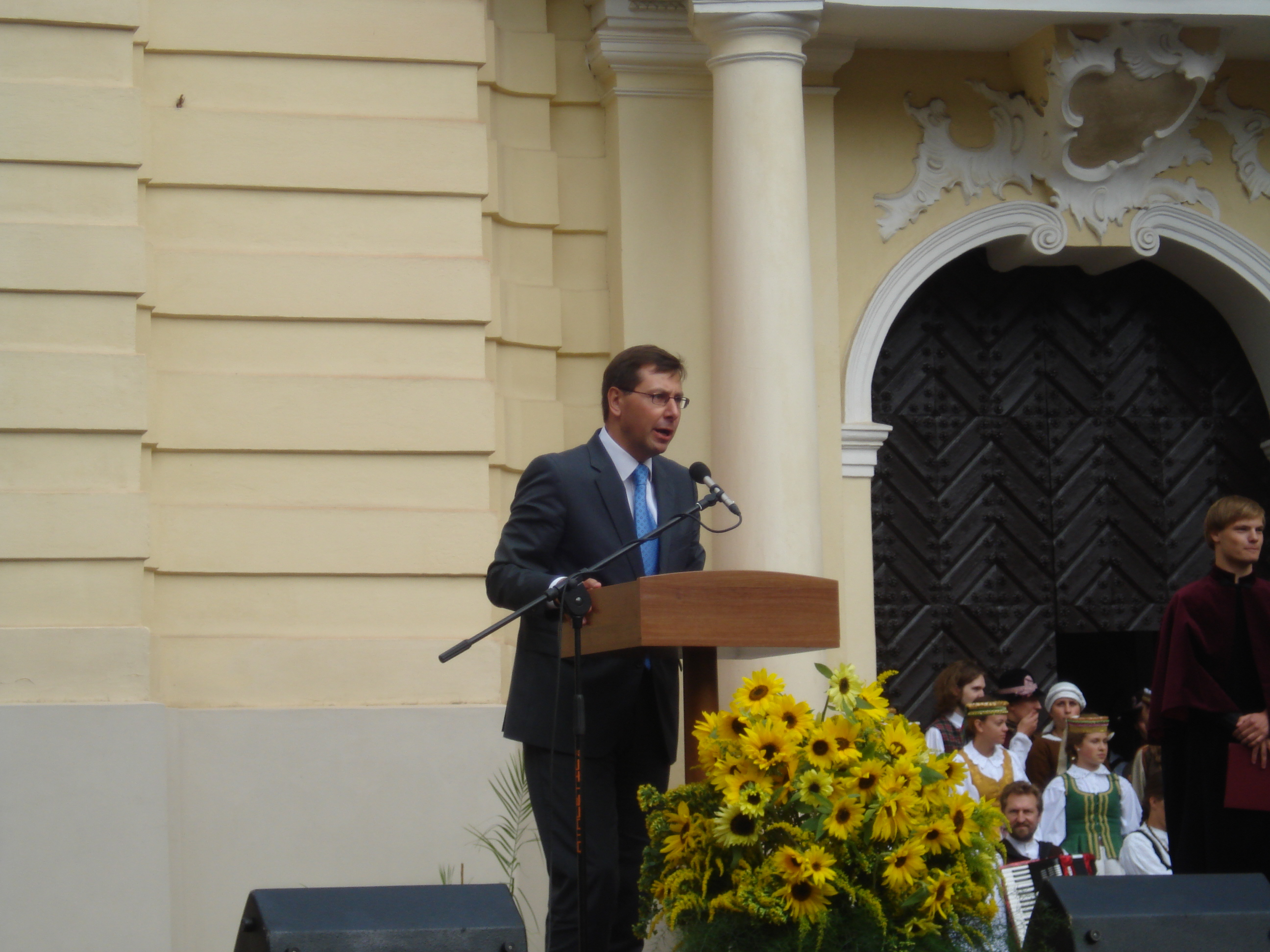
Gintaras Steponavičius (2011)

Gintaras Steponavičius (* 23. Juli 1967 in Klaipėda) ist ein litauischer Politiker, Mitglied des Seimas, ehemaliger Parlamentsvizepräsident, und Bildungs- und Wissenschaftsminister.

## Biografie
Nach dem Abitur 1985 an der Antanas-Vienuolis-Mittelschule in Vilnius absolvierte er 1992 das Diplomstudium der Rechtswissenschaften an der Rechtsfakultät der Universität Vilnius (VU) und studierte 1990 in Den Haag (Niederlande), 1991 an der Universität Kopenhagen (Dänemark), 1992 am Europainstitut der Universität Birmingham (UK), 1994 und von 1995 bis 1999 im Promotionsstudium am Institut für Internationale Beziehungen und Politikwissenschaften der VU, sowie 1999 auch an der königlichen Universität Groningen (Niederlande).
Von 1994 bis 2000 war er litauischer Koordinator der Friedrich-Naumann-Stiftung in Vilnius, von 1994 bis 2004 Hochschullehrer des Instituts für Internationale Beziehungen und Politikwissenschaften der VU, von 1997 bis 2000 Mitglied im Stadtrat Vilnius, Vorsitzender der Liberalen Fraktion. Seit 2000 ist er Mitglied des Seimas (von 2005 bis 2008 stellvertretender Vorsitzender des Seimas), und vom 9. Dezember 2008 bis 12. Dezember 2012 Bildungsminister in der 15.  Regierung Litauens (Kabinett Kubilius II).
Gintaras Steponavičius ist verheiratet. Er hat einen Sohn aus erster Ehe und eine Tochter aus zweiter Ehe.